# 迎宾北路街道
迎宾北路街道是中华人民共和国河北省廊坊市三河市下辖的一个街道办事处。
2005年3月成立西城街道办事处，2009年9月份经河北省政府批准正式命名为三河市迎宾北路街道办事处。

## 行政区划
迎宾北路街道下辖以下村级行政区划单位：
步行街社区、中海油燕郊基地社区、学院社区、燕灵社区、东贸国际社区、欧逸丽庭社区、圣得社区、潮白社区、福成二季社区、兴达社区、悦榕湾社区、花园社区、中燕社区、东方夏威夷社区、意华社区、紫竹园社区、理想新城社区、嘉城国际社区、碧桂园社区、燕航社区、锦绣华庭社区、燕京新城社区、和安社区、纳丹堡社区、美林社区。